# جان برینکلی (ستاره‌شناس)
جان برینکلی (انگلیسی: John Brinkley; ۱ ژانویهٔ ۱۷۶۳ – ۱۴ سپتامبر ۱۸۳۵) کشیش، و ستاره‌شناس اهل پادشاهی متحد بریتانیای کبیر و ایرلند بود.
وی همچنین برندهٔ جوایزی همچون همکار انجمن سلطنتی و مدال کاپلی شده‌است.